# Лі Гао
Лі Гао (李杲, 1180 — 1251) — китайський лікар, засновник однієї з чотирьох медичних шкіл часів династії Сун.

## Життєпис
Народився у 1180 році у м. Чжендін, сучасна провінція Хебей. Походив з багатої родини. З дитинства він відрізнявся дивовижною скромністю і добротою. У зрілі роки займався благодійністю, даючи гроші на прожиток бідним людям. Лі Гао жваво цікавився літературою та мистецтвом. Поблизу свого будинку він побудував готель, куди запрошував погостювати приїжджих вчених, щоб поговорити з ними на цікаві теми.
Після того як його мати померла від невідомої хвороби, яку не зміг розпізнати та вилікувати жоден з відомих лікарів, Лі Гао вирішив присвятити себе вивченню медицини. За великі гроші він став учнем відомого медика і пройшов повний курс навчання. Слідуючи переконанням свого вчителя, що сучасні хвороби не можуть бути вилікувані на основі стародавніх приписів, він почав складати нові рецепти і незабаром став великим фахівцем у фармакології. Незабаром у рідному місті створив власну медичну школу. До самої смерті у 1251 році він мав пошану та авторитет.

## Медицина
Лі Гао написав понад 10 медичних творів, з яких найвідоміші «Пі вей лунь» («Судження про селезінку та шлунок») та «Ї сюе фа мін» («Відкриття у лікарській науці»). У них він підкреслював роль зміни пневми (ці) шлунка та селезінки за сезонами, вважаючи, що ці взаємопов'язані органи завідують зростанням і метаболізмом і якщо їх функції порушуються, виникає безліч хвороб. Поділяючи внутрішні та зовнішні причини захворювань, він вказував, що порушення цих функцій слід розглядати як найголовніші внутрішні причини окремих захворювань. Тому дані органи потрібно завжди підтримувати в хорошому стані, для чого він запропонував декілька рецептів відварів, які використовуються в Китаї дотепер. Оскільки селезінка і шлунок символізуються стихією ту («ґрунт»), заснований ним медичний напрямок стали називати «школою заповнення ґрунту» (бу ту пай).
Зазвичай він складав рецепти з 10—20 видів трав, які за своїм ефектом знаходилися у відносинах як додатковості і протилежності, так і «правителя, міністра, помічника і слуги».
Лі Гао більше займався науковою роботою, ніж практикою. До лікування він вдавався лише в самих екстрених випадках. Коли у місті Чжендін, де він жив, вибухнула епідемія, що забрала багато життів, Лі Гао вивчив захворювання і знайшов засіб його лікування. Щоб досягти швидкого ефекту, він попросив своїх слуг вивісити на головній міській площі дошку з написаним на ній рецептом. Так відразу ним змогли скористатися безліч хворих, які згодом швидко вилікувалися. На знак подяки містяни встановили на тій площі пам'ятник Лі Гао.